# Bristol Fighter
Bristol Fighter var ett engelskt jaktflygplan med rötter från första världskriget. 
Flygplanet Bristol F.2 Fighter var ett tvåsitsigt dubbeldäckat som användes till jakt- och spaningsuppdrag av Royal Flying Corps under första världskriget. Flygplanet användes militärt långt in på 1930-talet och kom efter avslutad militär tjänst att bli ett populärt privatflygplan.
Flygplanet F.2A utvecklades av Frank Barnwell 1916 efter att han studerat andra jaktflygplan i samma klass. Vid konstruktionsarbetet var tanken att flygplanet skulle tillverkas runt en 190 hk Rolls-Royce Falcon I radmotor. Första prototypen flög första gången 9 september 1916. Flygplanet beväpnades med en fast synkroniserad Vickerskulspruta och en rörlig Lewiskulspruta vid spanarplatsen. Totalt tillverkades 52 flygplan i F.2A varianten. 
Redan 25 oktober 1916 flög efterföljaren F.2B (Bristol Type 14) som även blev känd under namnet Bristol Fighter. De första 150 flygplanen i den nya varianten försågs med Falcon I eller Falcon II motorer senare användes den 275 hk starka Falcon III. Eftersom tillgången på Falcon-motorer var begränsad utvecklades Bristol Type 15 med en Sunbeam Arab på 200 hk men på grund av vibrationsproblem bröts svetsfogarna i flygplanskonstruktionen upp och man tillverkade bara ett fåtal exemplar. Bristol Type 16 försågs med en 200 hk Hispano-Suiza motor, men även här var tillgången på nya motorer knapp. Efter ett antal olika prov på motorer nådde man fram till Bristol Type 22 som konstruerades för att använda en stjärnmotor från Salmson eller Bentley. 
Efter första världskriget fortsatte utvecklingen av flygplanet, Bristol Type 14 försågs med kylsystem för att kunna användas i ökenområden. Bristol Type 96 försågs med en förstärkt flygkropp och kraftigare vingbalkar för att klara högre belastning. Några flygplan försågs med Bristol Jupiter IV-motorer.

## Sverige
Ett civilregistrerat G-EHG Bristol Fighter visades upp på internationella luftfartsutställningen i Göteborg 1923 (ILUG 1923). Flygplanet imponerade på besökarna vid flyguppvisningarna, och väckte Flygkompaniet intresse. Ett exemplar inköptes för prov av köld och vintertester. Flygplanet försågs med skidställ och flögs i november till Kiruna där man även testade AW Siskin II i svåra vinterförhållanden. När proven var genomförda 3 mars 1924 flög löjtnant Gärdin sträckan Kiruna-Malmen på 6,5 timmar inklusive två mellanlandningar. När Flygvapnet bildades 1 juli 1926 överfördes flygplanet från Flygkompaniet till flygvapnet där den gavs benämningen Ö 6. Flygplanet placerades först vid F 1 Hässlö, eftersom flygplanet var udda användes det som målflygplan, övningsflygning och allmän flygträning. I april 1932 överfördes det till F 3 Malmslätt men under olika perioder var det utlånat till stabens flygavdelning (SFA) på Barkarby. Flygplanet avfördes officiellt på grund av förslitning 16 mars 1934. Under 1935 såldes flygplanet till Hugo Fredrikzon vid Svensk Flygtjänst AB, han civilregistrerade flygplanet 14 februari 1935 som SE-AEE men redan 10 oktober 1936 totalhavererar flygplanet strax utanför Göteborg och det avfördes från luftfartygsregistret 1937.